# Bundesverband Deutsche Startups
Der Bundesverband Deutsche Startups e. V. (Eigenbezeichnung: Startup-Verband) ist ein Interessenverband der deutschen Startup-Branche. Gegründet wurde der Eingetragene Verein 2012 in Berlin als Repräsentant und Stimme der Startups in Deutschland. Der Verband unterstützt deutsche Startups, indem er ihre Interessen gegenüber Politik, Wirtschaft und Öffentlichkeit vertritt, und sich dafür einsetzt, Deutschland und Europa zu gründungsfreundlichen Standorten zu machen.
Das Ziel ist ein gleichberechtigter Austausch zwischen Startups, etablierter Wirtschaft und Politik. Gründungswissen und -erfahrung sollen von Generation zu Generation weitergegeben werden und die Startup-Kultur in Mittelstand und Konzerne getragen werden.

## Gründung
Der Bundesverband Deutsche Startups e. V. wurde im September 2012 durch die Gründungsvorstände Florian Nöll, Thomas Bachem, David Hanf und Erik Heinelt sowie 14 weitere Startup-Unternehmer mit dem Ziel gegründet, einen Verein als politisches Sprachrohr der Startups in Deutschland zu etablieren. Konkreter Anlass der Gründung waren Pläne des Bundesrates für ein Gesetz, das Streubesitzdividenden besteuern sollte.
Heute verfügt der Verband über etwa 1200 Mitgliedsunternehmen. Daneben gehören dem Bundesverband Deutsche Startups auch 36 studentische Gründungsinitiativen an. In der Berliner Zentrale arbeiten 20 hauptamtliche Mitarbeiter, die ihrerseits von ehrenamtlichen Funktionsträgern unterstützt werden.

## Organisationsstruktur
Der Bundesverband Deutsche Startups wird organrechtlich von dem geschäftsführenden Vorstand vertreten und inhaltlich durch den erweiterten Vorstand unterstützt. Das operative Geschäft des Verbandes wird von der Geschäftsführung geleitet.
Der Verband ist bundesweit organisiert und gliedert sich in 16 Landesgruppen. Ergänzt werden diese durch 24 Fachgruppen zu verschiedenen Schwerpunkten wie HR, FinTech oder Future Mobility. Seit 2013 ist mit Gründermagnet e. V. das Sprachrohr der Studentischen Gründungsinitiativen in Deutschland Teil des Bundesverbandes Deutsche Startups.

## Politische Positionen
Die Sicherung des Holdingprivilegs bei Angel-Investments verbucht der Bundesverband Deutsche Startups ebenso als politischen Erfolg, wie die Einführung des neuen Marktsegments Scale für Startups an der Deutschen Börse.
Zudem verweist der Verband auf seine Rolle beim Ausbau des Investitionszuschusses Wagniskapital und bei der Evaluierung des Kleinanlegerschutzgesetzes.
Der Verband tritt ferner für die rechtliche und steuerliche Begünstigung von Mitarbeiterbeteiligungen ein. Dazu wurde unter der Kampagne #ESOPasap dazu aufgerufen von Seiten der Politik bessere Rahmenbedingungen für die Beteiligung von Mitarbeitern am Erfolg von Startups zu schaffen. Im Januar 2021 wurden vom Bundesfinanzministerium unter Führung von Minister Olaf Scholz die Eckpunkte der Neuregelung bekannt gegeben. Der Bundesverband kritisierte daraufhin die Umsetzung durch Scholz aufgrund von mangelnder Praxistauglichkeit scharf. Trotz umfassender Kritik aus dem Verband wie auch Vertretern aus der Praxis wurde das Gesetz nicht hinreichend nachgebessert. Daher bleibt die Reform von Mitarbeiterbeteiligungen eine der wesentlichen Forderungen des Verbandes.

## Verbandsarbeit

### Initiativen

#### German Indian Startup Exchange Program (GINSEP)
Das German Indian Startup Exchange Program (GINSEP) ist eine von der German Startups Association initiierte und vom Bundesministerium für Wirtschaft und Energie (BMWi) unterstützte Plattform zur Stärkung und Förderung der deutsch-indischen Wirtschaftsbeziehungen im Gründungsbereich. Das Hauptziel des GINSEP ist es, den Austausch zwischen den beiden Startup-Ökosystemen zu fördern. Innerhalb des GINSEP soll der Bundesverband Deutsche Startups als neutraler Vermittler fungieren, der den Informationsfluss zwischen dem indischen und dem deutschen Startup-Ökosystem unterstützt. GINSEP will sowohl deutsche als auch indische Gründer dabei unterstützen, das Ökosystem des anderen Landes zu verstehen und zugänglich zu machen.

### Studien

#### Deutscher Startup Monitor (DSM)
Der Bundesverband Deutsche Startups veröffentlicht mit dem Deutschen Startup Monitor (DSM) jährlich eine Studie zum Startup-Ökosystem in Deutschland. Der DSM gilt als die wichtigste Studie über junge Unternehmen in Deutschland, da er aktuelle Entwicklungen der Startupbranche, wie den Trend zu mehr Mitarbeitern mit Zuwanderungsgeschichte, aufgreift und mit Daten hinterlegt. Für den Deutschen Startup Monitor 2017 wurden so 1.837 Startups mit 4.245 Gründern befragt, die mehr als 19.913 Mitarbeiter aus dem Startup-Ökosystem repräsentieren.
In den vergangenen Jahren wurde zudem mehrfach ein Europäischer Startup Monitor (ESM) zum europäischen Ökosystem veröffentlicht. Im Jahr 2018 erschien erstmals der Female Founders Monitor (FFM), der die wachsende Anzahl weiblicher Gründer in den Blick nimmt. Zudem publiziert der Verband regelmäßig verschiedene Regionalstudien, die sich dem Startup-Ökosystem in einzelnen Bundesländern – wie Berlin – widmen.
Sowohl DSM als auch ESM sind in der Deutschen Zentralbibliothek für Wirtschaftswissenschaften des Leibniz-Informationszentrum Wirtschaft gelistet.